# Маша Колановић
Маша Колановић (Загреб, 19. новембар 1979) је савремена хрватска књижевница и доценткиња на Одсеку за кроатистику Филозофског факултета Универзитета у Загребу.

## Биографија
Маша Колановић је рођена 19. новембра 1979. године у Загребу, где је завршила основну и средњу школу.
На Филозофском факултету Универзитета у Загребу је дипломирала кроатистику и компаративну књижевност, а потом и докторирала. Тренутно је доценткиња на истом факултету.
Усавршавала се на Свеучилишту у Бечу у склопу Хердерове стипендије, на Свеучилишту Тексас у Остину (САД) у склопу стипендије Junior Faculty Development, на Trinity College у Даблину (Ирска) у склопу стипендије Trinity Long Room Hub Research Fellowship као и на Свеучилишту Њујорк (САД) у склопу истраживачке стипендије на Институту Remarque.
Ауторка је низа чланака о књижевности и популарној култури, као и три књиге фикције: Пијавице за усамљене (2001), Слобоштина Барбие (2008) и Јамерика: трип (2013). Године 2012. роман Слобоштина Барбие  је преведен на немачки језик (Underground Barbie). Уредила је зборнике Компаративни постсоцијализам: славенска искуства (2013) и The Cultural Life of Capitalism in Yugoslavia: (Post)Socialism and its Other (2017, заједно са Д. Јелачом и Д. Лугарић).Роман Поштовани кукци и друге језиве приче објавила је 2019. године.
Чланица је уредништва часописа Књижевна смотра. Од 19. маја 2022. године је члан сарадник Хрватске академије знаности и умјетности.
Маша Колановић је за свој научни рад 2010. године награђена годишњом наградом за знанствене новаке Министарства знаности, образовања и шпорта из подручја хуманистичких знаности, док је за свој књижевни рад награђена наградом публике пулског сајма књига ”Либар за вајк” (2019), годишњом наградом за књижевност Владимир Назор (2020) те наградом Еуропске Уније за књижевност (2020).

## Дела

### Ауторске књиге
- Пијавице за усамљене (2001)
- Слобоштина Барбие (2008)
- Ударник! Бунтовник? Потрошач... Популарна култура и хрватски роман од социјализма до транзиције (2011)
- Јамерика: трип (2013)
- Поштовани кукци и друге језиве приче (2019)

### Уредничке књиге
- Компаративни постсоцијализам: славенска искуства (2013)
- The Cultural Life of Capitalism in Yugoslavia: (Post)Socialism and its Other (заједно са Д. Јелачом и Д. Лугарић) (2017)
- Повијест, текст, контекст: зборник радова посвећен Крешимиру Немецу (2020) (заједно са Л. Молварец)

## Награде и признања
- 2019 - Награда публике пулског сајма књига ”Либар за вајк”
- 2020 - Награда Европске уније за књижевност за књигу Поштовани кукци и друге језиве приче
- 2020 - Годишња награда за књижевност Владимир Назор